# Volsjebnyj portret
Volsjebnyj portret (russisk: Волшебный портрет) er en russisk-kinesisk spillefilm fra 1997 af Gennadij Vasiljev.

## Medvirkende
- Sergej Sjnyrjov som Ivan
- Li Gao
- Valentina Telitjkina
- Andrej Martynov
- Vladimir Antonik